# Relaciones Albania-Perú
Las relaciones Albania-Perú (en albanés: Marrëdhëniet Shqipëri-Peru) se refiere a las relaciones internacionales entre la República de Albania y la República de Perú.  

## Historia
La entonces República Popular de Albania y el Gobierno de Juan Velasco Alvarado establecieron formalmente sus relaciones bilaterales el 6 de diciembre de 1971, por medio de sus representantes ante la Organización de Naciones Unidas.
En 2013 Perú solicitó a Albania la extradición del ex canciller peruano Augusto Blacker Miller, investigado por el Fujimorazo la que no fue autorizada debido a que Blacker obtuvo la ciudadanía albanesa.
En 2017 ambos países acordaron suprimir las visas para titulares diplomáticos, especiales, o de servicios.

## Misiones diplomáticas
- La embajada de Albania en Brasil concurre con representación diplomática a Perú.[6]
- La embajada de Perú en Grecia concurre con representación diplomática a Albania.[7]